# Rivière Kenduskeag
La rivière Kenduskeag est un cours d’eau et un affluent du fleuve Penobscot dans l'État du Maine (États-Unis). Elle prend sa source dans le lac de Garland Pond et coule en direction du sud-est à travers Corinth, Kenduskeag et Glenburn avant d'atteindre Bangor où elle se jette dans le Penobscot entre les deux ponts du centre-ville.
La Kenduskeag Canoe Race, course en canoë de 26,5 km entre Kenduskeag et Bangor, se tient annuellement le troisième week-end d'avril depuis 1967 et est le principal événement sportif de la spécialité en Nouvelle-Angleterre.

## La Kenduskeag dans la fiction
- La rivière Kenduskeag est mise à l'honneur dans le roman Ça écrit par Stephen King en 1986 où elle traverse la ville de Derry et les Friches-Mortes, lieux de jeux pour le Club des Ratés.

## Galerie

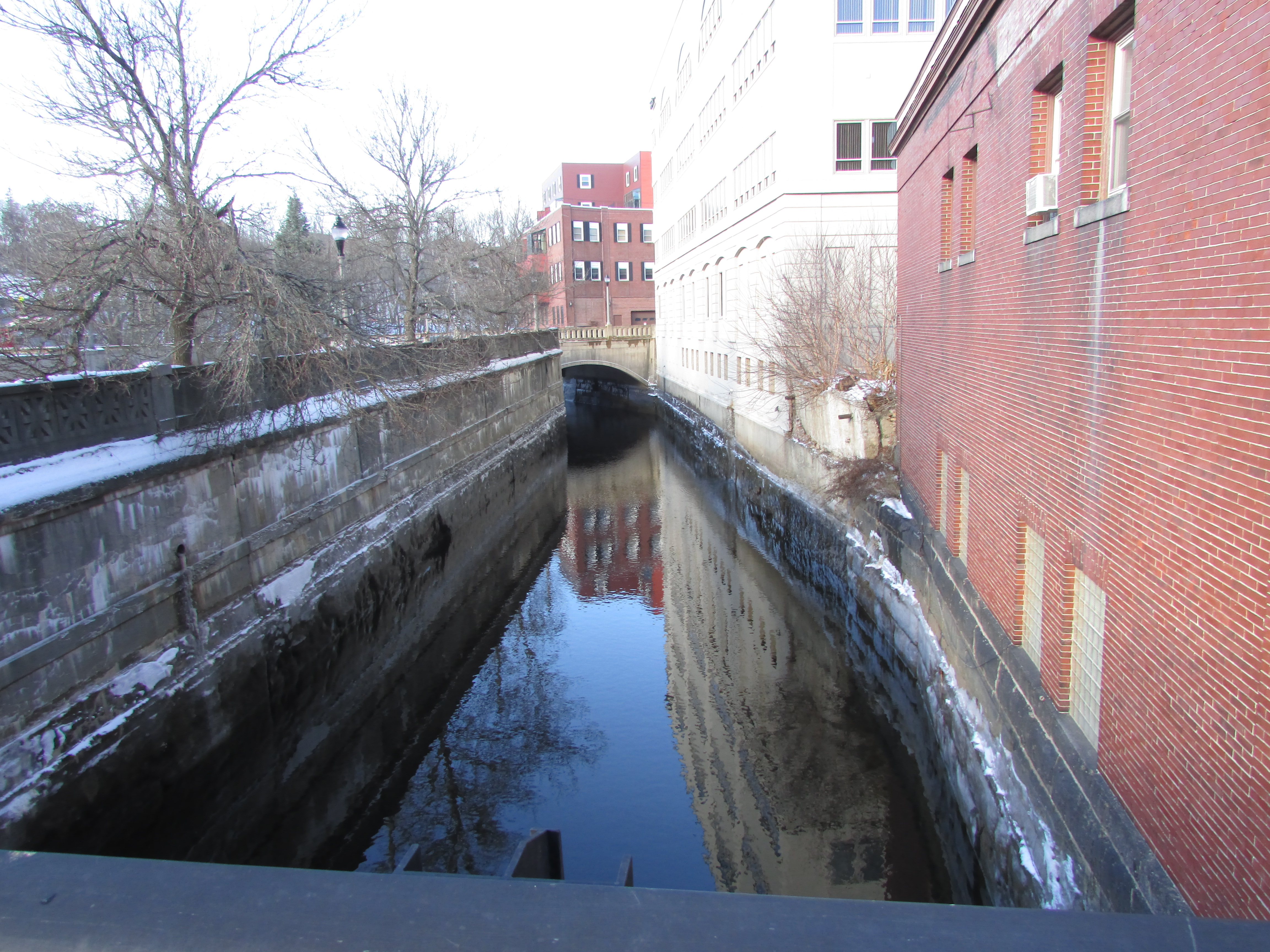
Canal dans lequel passe la Kenduskeag à Bangor.
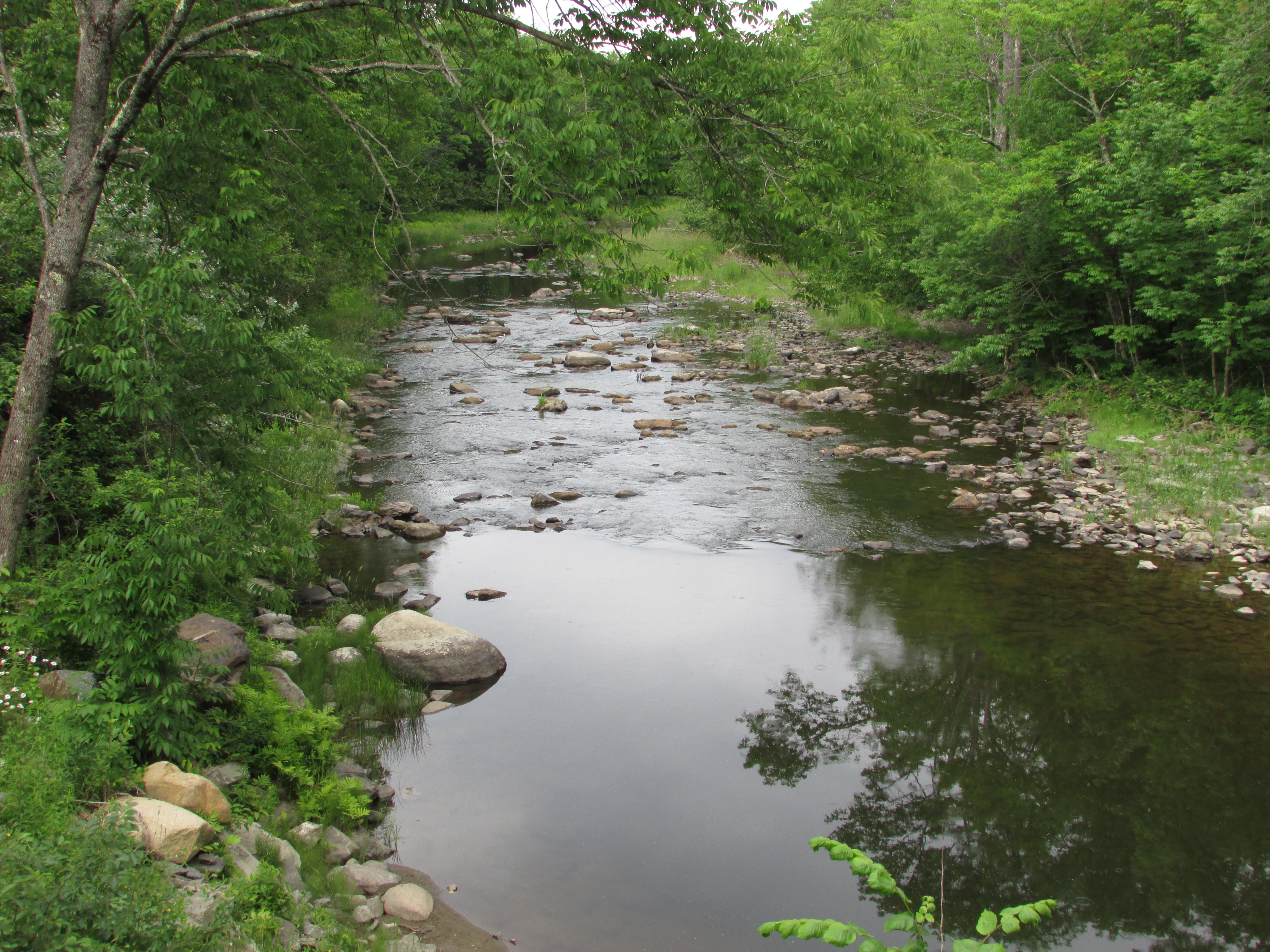
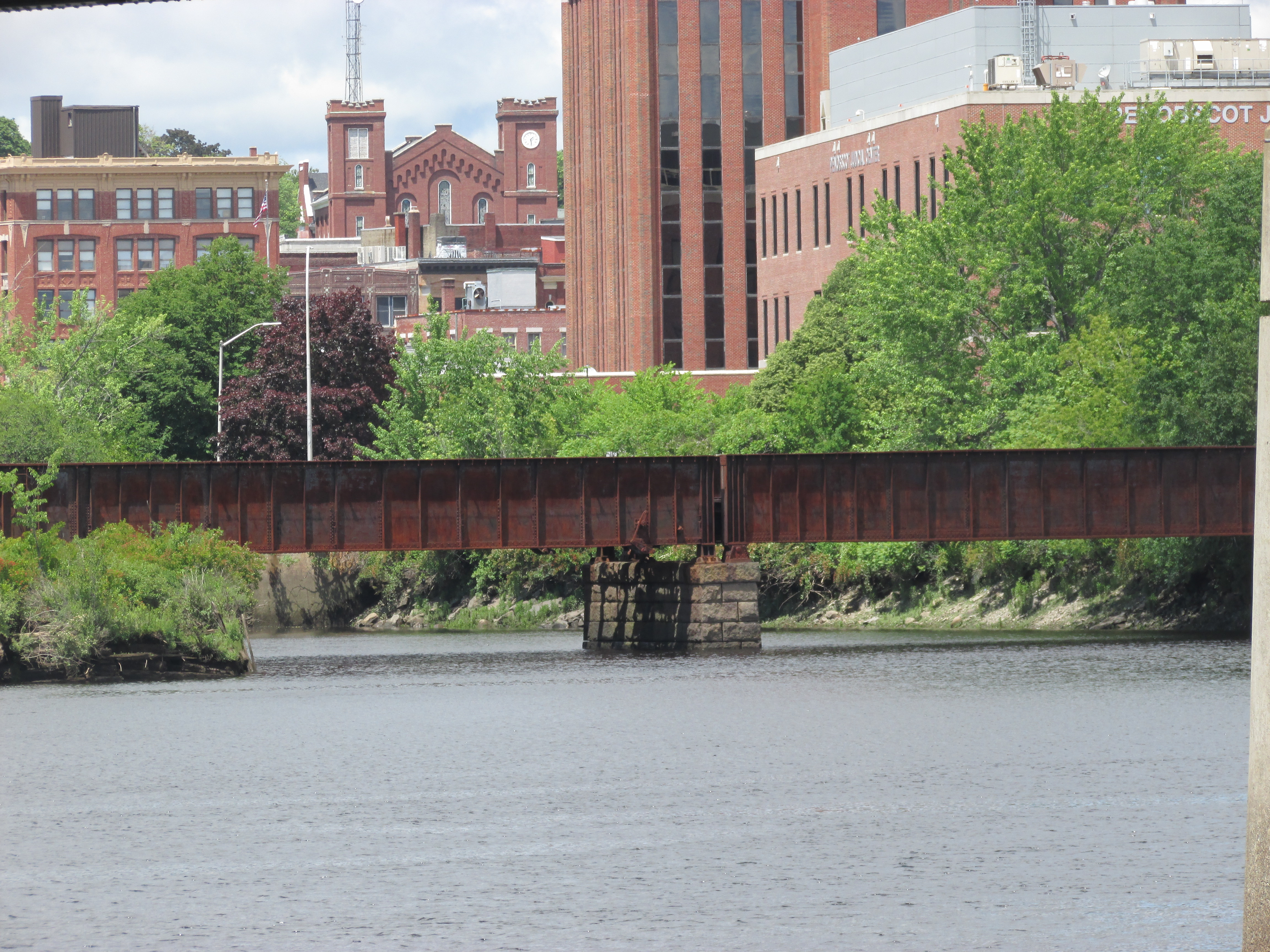
La Kenduskeag à Bangor.
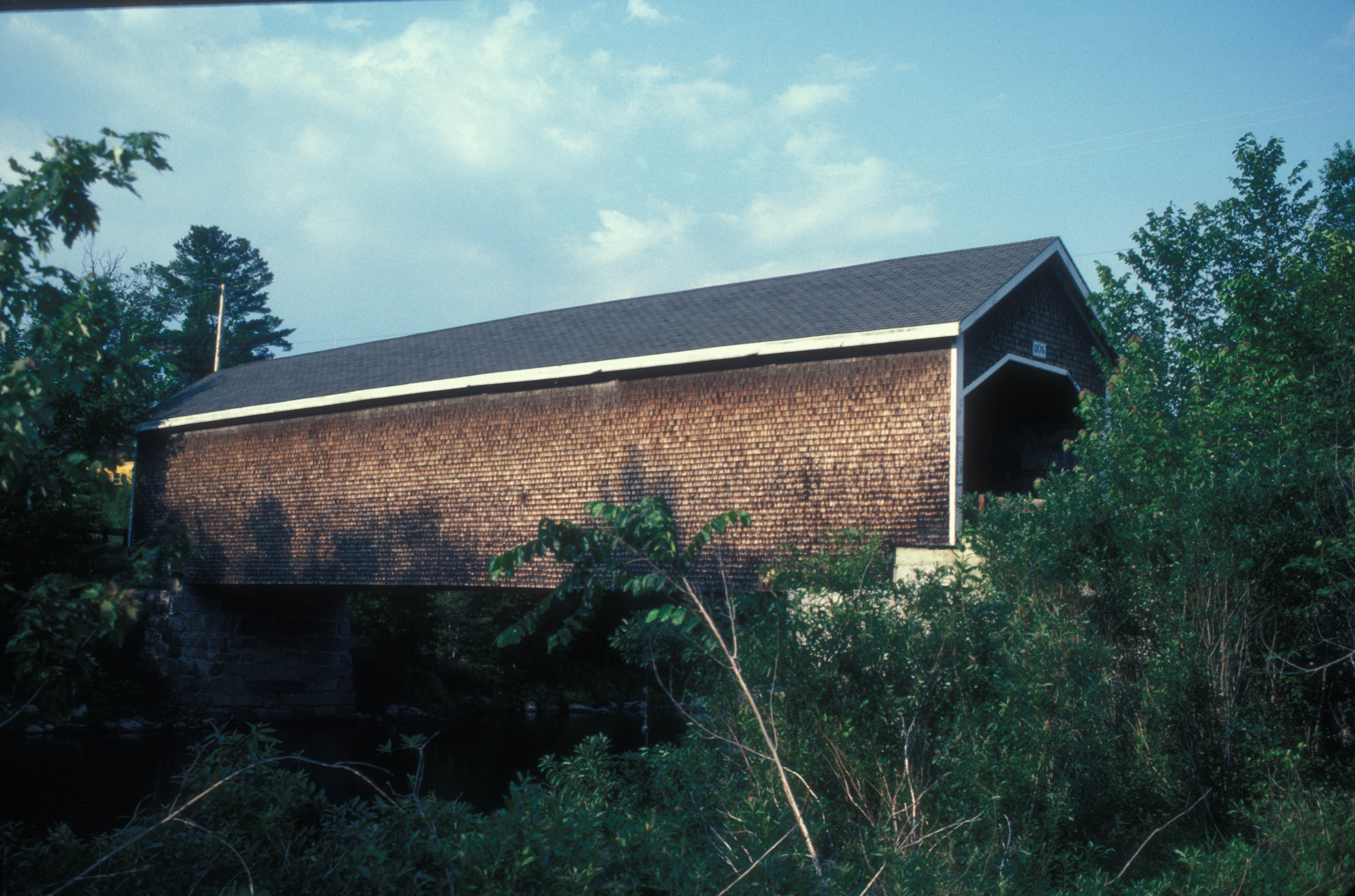
Pont couvert au-dessus de la Kenduskeag.